# Кумёнское сельское поселение
Кумёнское сельское поселение — муниципальное образование в составе Кумёнского района Кировской области России.
Центр — деревня Березник.

## История
Кумёнское сельское поселение образовано 1 января 2006 года согласно Закону Кировской области от 07.12.2004 № 284-ЗО.
Законом Кировской области от 28 апреля 2012 года № 141-ЗО в состав поселения включены все населённые места упразднённого Рябиновского сельского поселения.

## Население
| 2010  | 2012  | 2013  | 2014  | 2015  | 2016  | 2017  |
| ----- | ----- | ----- | ----- | ----- | ----- | ----- |
| 908   | ↘885  | ↗1198 | ↗1213 | ↘1178 | ↘1161 | ↘1134 |
| 2018  | 2019  | 2020  | 2021  |       |       |       |
| ↘1082 | ↘1045 | ↘1013 | ↘865  |       |       |       |

## Состав
В состав поселения входят 20 населённых пунктов (население, 2010):
| - деревня Березник — 556 чел.; - деревня Бабкинцы — 2 чел.; - деревня Белянино — 0 чел.; - деревня Бобылево — 2 чел.; - деревня Большие Вершининцы — 30 чел.; - село Быково — 300 чел.; - деревня Вересники — 1 чел.; - деревня Горюнок — 7 чел.; - деревня Дряхлово — 0 чел.; - деревня Дыряне — 0 чел.; | - деревня Зуево — 0 чел.; - деревня Ключи — 4 чел.; - деревня Сенокосовщина — 5 чел.; - деревня Солодянки — 0 чел.; - деревня Тюлькинцы — 0 чел.; - деревня Хмелевка — 1 чел.; - село Рябиново — 224 чел.; - деревня Аникинцы — 3 чел.; - село Лутошкино — 82 чел.; - деревня Нагоряна — 15 чел. |